# Ашкенази, Шимон
Шимон Ашкенази (пол. Szymon Askenazy, 28 декабря 1866, Завихост, Радомская губерния, Польша — 22 июня 1935, Варшава) — польский историк, политик и дипломат еврейского происхождения.

## Биография
Учился на юридическом факультете Варшавского университета, затем изучал историю в Геттингене. В 1898—1914 преподавал историю в Львовском университете. С 1902 года — профессор. В 1920—1923 представитель Польши в Лиге Наций. Затем преподавал в Варшавском университете. Политически был близок к Юзефу Пилсудскому.

## Труды
- Ministeryum Wielhorskiego 1815—1816 : dodatek 1812-1813-1814 (1898)
- Wczasy historyczne Tom 1 (1902) Tom 2 (1904)
- Sto lat zarządu w Królestwie Polskiem : 1800—1900 (1903)
- Uniwersytet Warszawski (1905)
- Łukasiński Tom 1 (1908) Tom 2 (1908)
- Dwa stulecia : XVIII i XIX : badania i przyczynki Tom 1 (1901) Tom 2 (1910)
- Przymierze polsko-pruskie (1918)
- Nauka uniwersytecka a kolejność studjów w uniwersyteckiej nauce prawa (1921)
- Książę Józef Poniatowski 1763—1813 (1922)
- Gdańsk a Polska (1923)
- Uwagi (1924)
- Szkice i portrety (1937)